# حزامية مؤنفة
حزامية مؤنفة (الاسم العلمي: Zostera mucronata) هي نوع من النباتات يتبع جنس الحزامية من الفصيلة الحزامية.